# Central Park West

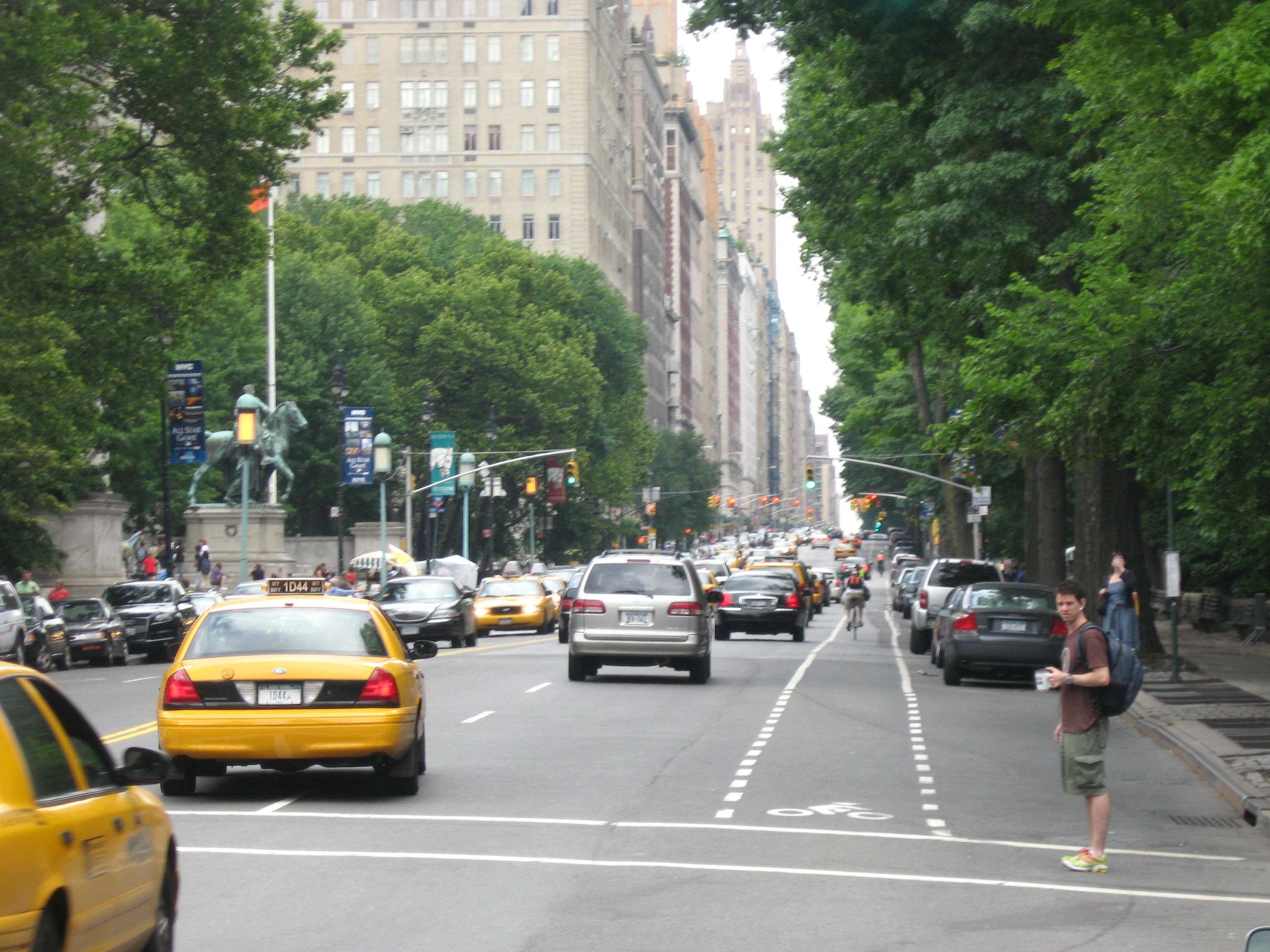
CPW al carrer 79.

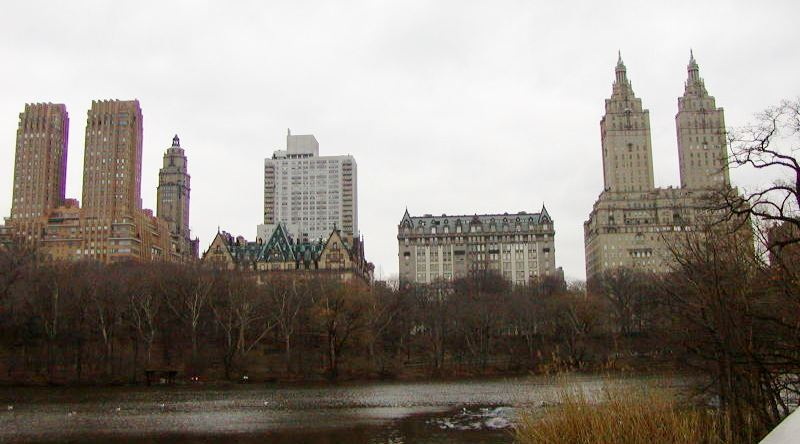
Vista d'edificis de Central Park West. The San Remo a la dreta, The Langham a la dreta al centre, The Dakota a l'esquerra al centre, i The Majestic a la punta esquerra.

Central Park West és una avinguda de Manhattan, a New York, que, com el seu nom indica està situada al llarg de Central Park, però que serveix també de frontera de l'Upper West Side. L'avinguda s'estén sobre 81 blocks (illes de cases), entre el Columbus Circle a nivell del carrer 59, i el Frederick Douglass Circle a nivell del carrer 110, és a dir precisament al llarg de Central Park. Central Park West és vorejat de nombrosos edificis, el que en fa un barri molt atraient per als turistes, i que explica també l'l'elevat preu dels immobles a la zona. Entre els edificis més cèlebres situats al llarg de Central Park, s'hi troben el Dakota Building, els San Remo Apartments, o fins i tot el cèlebre The Majestic.
Central Park West és també el nom d'una sèrie de televisió dels anys 1990 així com el títol d'una célébre balada de John Coltrane.